# 哈弗河
52°0′49″N 8°45′36″E / 52.01361°N 8.76000°E

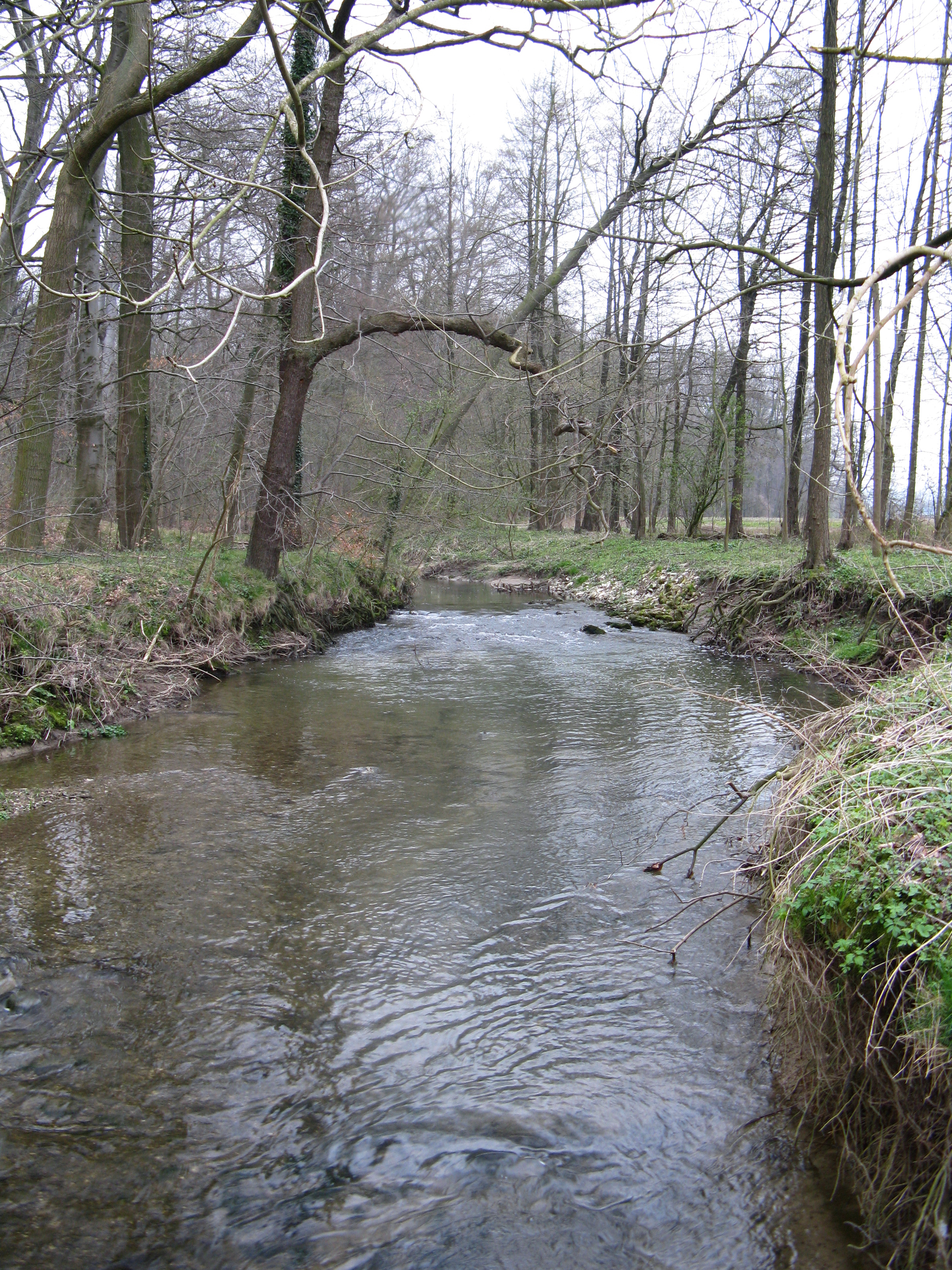

哈弗河（德語：Haferbach），是德國的河流，位於該國西部，流經北萊茵-威斯特法倫州，屬於韋勒河的左支流，河道全長10公里，流域面積28平方公里。